# Ustje
Ustje este o localitate din comuna Ajdovščina, Slovenia, cu o populație de 385 de locuitori.